# Sykesville (Maryland)
Sykesville is een plaats (town) in de Amerikaanse staat Maryland, en valt bestuurlijk gezien onder Carroll County.

## Demografie
Bij de volkstelling in 2000 werd het aantal inwoners vastgesteld op 4197.
In 2006 is het aantal inwoners door het United States Census Bureau geschat op 4459, een stijging van 262 (6,2%).

## Geografie
Volgens het United States Census Bureau beslaat de plaats een oppervlakte van
4,1 km², geheel bestaande uit land. Sykesville ligt op ongeveer 105 m boven zeeniveau.

## Plaatsen in de nabije omgeving
De onderstaande figuur toont nabijgelegen plaatsen in een straal van 20 km rond Sykesville.